# Скањане ди Сото (Пескара)
Скањане ди Сото (итал. Scagnane di Sotto) је насеље у Италији у округу Пескара, региону Абруцо.
Према процени из 2011. у насељу је живело 13 становника. Насеље се налази на надморској висини од 555 м.